# Mistrzostwa Świata w Półmaratonie 1996
5. Mistrzostwa Świata w Półmaratonie – zawody lekkoatletyczne zorganizowane w Palma de Mallorca na hiszpańskiej Majorce 29 września 1996 roku.

## Rezultaty

### Mężczyźni
|               | Złoto                                                      | Srebro                                                                | Brąz                                                            |
| Indywidualnie | Stefano Baldini 1:01:17                                    | Josephat Kiprono 1:01:30                                              | Tendai Chimusasa 1:02:00                                        |
| Drużynowo     | Włochy · Stefano Baldini · Giacomo Leone · Vincenzo Modica | Hiszpania · Carlos de la Torre · Alejandro Gómez · José Manuel García | Japonia · Toshiyuki Hayata · Masatoshi Ibata · Katsuhiko Hanada |

### Kobiety
|               | Złoto                                          | Srebro                                                      | Brąz                                                          |
| Indywidualnie | Ren Xiujuan 1:10:39                            | Lidia Șimon 1:10:57                                         | Aura Buia 1:11:01                                             |
| Drużynowe     | Rumunia · Lidia Șimon · Aura Buia · Nuta Olaru | Francja · Christine Mallo · Zahia Dahmani · Muriel Linsolas | Włochy · Lucilla Andreucci · Annalisa Scurti · Sonia Maccioni |